# Psicosis
Dionicio Castellanos Torres (Tijuana (Baja California), 19 mei 1971), beter bekend als Psicosis, is een Mexicaans professioneel worstelaar die vooral bekend is van zijn tijd bij World Championship Wrestling, van 1996 tot 2000, en World Wrestling Entertainment, van 2005 tot 2006. Hij was ook actief bij Extreme Championship Wrestling en Total Nonstop Action Wrestling. Momenteel worstelt hij voor Asistencia Asesoría y Administración.
Tijdens zijn periode bij WCW, won hij twee keer het WCW Cruiserweight Championship. Tijdens zijn periode bij WWE, werd hij lid van The Mexicools. 

## In het worstelen
- Finishers
  - Diving leg drop
  - Psycho Stunner
  - Senton Psicosis

- Signature moves
  - Diving hurricanrana
  - Dropkick
  - Float-over DDT
  - Moonsault
  - Senton
  - Sitout inverted suplex slam
  - Spinning wheel kick

- Managers
  - Sonny Onoo
  - Woman
  - Juventud
  - Lady Victoria

## Prestaties
- All Pro Wrestling
  - APW Internet Championship (1 keer)

- Asistencia Asesoría y Administración
  - AAA World Tag Team Championship (1 keer met Joe Lider)
  - Mexican National Tag Team Championship (2 keer: met Mosco de la Merced (1x) en Joe Lider (1x))
  - Mexican National Welterweight Championship (2 keer)

- Consejo Mundial de Lucha Libre
  - Mexican National Trios Championship (2 keer: met Fuerza Guerrera & Blue Panther (1x) en Halloween & Damián 666 (1x))

- International Wrestling Revolution Group
  - Guerra de Empresas (april 2011) - met Pimpinela Escarlata

- World Championship Wrestling
  - WCW Cruiserweight Championship (2 keer)

- World Pro Wrestling
  - WPW Cruiserweight Championship (1 keer)

- World Wrestling All-Stars
  - WWA International Cruiserweight Championship (2 keer)

- World Wrestling Association
  - WWA World Junior Light Heavyweight Championship (1 keer)
  - WWA World Welterweight Championship (2 keer)
  - WWA World Trios Championship (1 keer: met Juventud & Fuerza Guerrera)

- Xtreme Latin American Wrestling
  - X–LAW Xtreme Heavyweight Championship (1 keer)